# Red Klotz
Louis Herman Klotz (Filadélfia, 21 de outubro de 1921 - 12 de julho de 2014) foi um basquetebolista norte-americano que foi campeão da Temporada da NBA de 1947-48 jogando pelo Baltimore Bullets.